# Demore Barnes
Demore Barnes (Toronto, 26 de febrero de 1976) es un actor de cine y televisión canadiense, más conocido por su papel de Héctor Williams "Hammerhead" en la serie de televisión estadounidense The Unit. Barnes comenzó su carrera con una aparición en el show de comedia Squawk Box en YTV. De allí se unió al elenco de Cents Street.

## Filmografía

### Cine
| Año  | Título                                    | Papel             | Notas         |
| ---- | ----------------------------------------- | ----------------- | ------------- |
| 1998 | White Lies                                | Activista negro   | Posproducción |
| 1999 | If You Believe                            | Mark              | Posproducción |
| 2000 | Steal This Movie                          | Estudiante líder  | Posproducción |
| 2001 | Blackout                                  | Muchacho en línea | Posproducción |
| 2002 | Untitled Secret Service Project           | Chuck Wynant      | Telefilme     |
| 2002 | Second String                             | Mesero            |               |
| 2003 | Jasper, Texas                             | Ricky Horn        | Telefilme     |
| 2011 | Awakening                                 | Simón             | Telefilme     |
| 2011 | A Day Without Rain                        | Terrance          | Corto         |
| 2012 | The Barrens                               | Deputy Ranger     | Posproducción |
| 2013 | The Cycle of Broken Grace                 | Paramédico #1     | Corto         |
| 2016 | Jean of the Joneses                       | Michael Harrison  |               |
| 2020 | The Clark Sisters: First Ladies of Gospel | Elbert Clark      |               |

### Televisión
| Año       | Título                            | Papel                       | Notas                                  |
| --------- | --------------------------------- | --------------------------- | -------------------------------------- |
| 2000      | Relic Hunter                      | Mudo                        | "The Legend of the Lost" (T2, Epi. 4)  |
| 2001      | Doc                               | Edmund                      | "The Art of Medicine" (T1, Epi. 8)     |
| 2001-2002 | The Associates                    | Benjamin Hardaway           | 30 Episodios                           |
| 2005      | The Save-Ums!                     | Tony                        | 1 Episodio                             |
| 2006-2009 | The Unit                          | Héctor Williams             | 45 Episodios                           |
| 2010      | Fringe                            | Agente Hubert               | "What Lies Below" (T2, Epi. 13)        |
| 2009-2011 | Supernatural                      | Raphael / Donnie Finnerman  | 3 Episodios                            |
| 2011      | Being Erica                       | Michel Streith              | "Osso Barko" (T4, Epi. 2)              |
| 2011      | Against the Wall                  | Paul Cosetti                | "Boys Are Back" (T1, Epi. 10)          |
| 2012      | Flashpoint                        | Fred Camp                   | "We Take Care of Our Own" (T5, Epi. 8) |
| 2012      | XIII: The Series                  | Martin Reynolds             | 9 Episodios                            |
| 2012      | Transporter: The Series           | León                        | "Hot Ice" (T1, Epi. 11)                |
| 2013      | Hannibal                          | Tobias Budge                | 2 Episodios                            |
| 2013      | The Listener                      | Ryan Turner                 | "The Ilustrated Woman" (T4, Epi. 8)    |
| 2013      | Covert Affairs                    | ER Doctor                   | "Hang Wire" (T4, Epi. 9)               |
| 2013      | Cracked                           | Idaris John / Melugo        | (T2, Epi. 4)                           |
| 2013-2015 | Hemlock Grove                     | Michael Chasseur            | 11 Episodios                           |
| 2015      | Open Heart                        | Dr. Dominic Karamichaelidis | 12 Episodios                           |
| 2015      | Defiance                          | Dos                         | 3 Episodios                            |
| 2015      | Saving Hope                       | Aaron Davis                 | "Shine a Light"                        |
| 2015-2016 | The Flash                         | Dr. Henry Hewitt / Tokamak  | 3 Episodios (T2)                       |
| 2015-2018 | 12 Monkeys                        | Marcus Whitley              | 24 Episodios                           |
| 2016      | Incorporated                      | Mason                       | 1 Episodio                             |
| 2017      | Chicago Justice                   | Marshall Matthews           | 1 Episodio                             |
| 2017      | Chicago Med                       | Marshall Matthews           | 1 Episodio                             |
| 2017-2021 | American Gods                     | Mr. Ibis                    | 17 Episodios                           |
| 2018      | Waco                              | Wayne Martin                | 6 Episodios                            |
| 2018      | Ransom                            | Todd Kendall                | "Anatomy of a Lost Cause"              |
| 2019      | Suits                             | Lucas Hodges                | "Special Master"                       |
| 2019      | Titans                            | William Wintergreen         | 5 Episodios                            |
| 2019-2022 | Law & Order: Special Victims Unit | Christian Garland           | 25 Episodios                           |
| 2021      | Law & Order: Organized Crime      | Christian Garland           | "An Inferior Product"                  |

### Videojuegos
| Año  | Título                              | Papel                  | Notas |
| ---- | ----------------------------------- | ---------------------- | ----- |
| 2013 | Splinter Cell: Blacklist            | Soldado estadounidense | Voz 4 |
| 2015 | Tom Clancy´s Rainbow Six Siege      | Capitão                |       |
| 2022 | Tom Clancy´s Rainbow Six Extraction | Capitão                |       |